# Chiesa di San Panfilo (Tornimparte)
La chiesa di San Panfilo è un edificio religioso che si trova nel comune di Tornimparte, in provincia e arcidiocesi dell'Aquila, monumento nazionale dal 1902.

## Storia

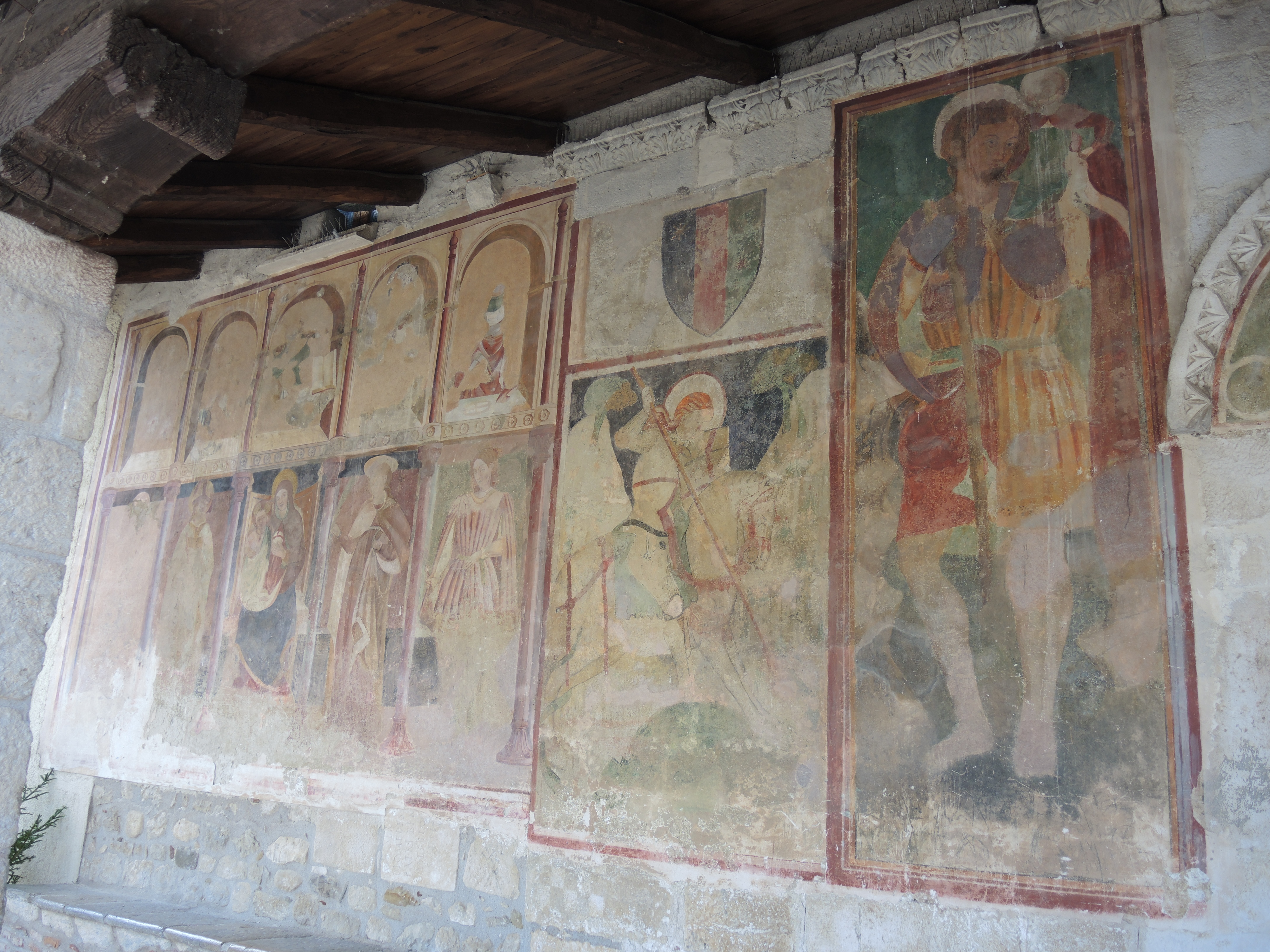
Affreschi del portico esterno

La chiesa parrocchiale, sita nella sede comunale di Villagrande, è dedicata a Panfilo di Sulmona. La sua costruzione si fa risalire attorno all'anno 1000, anche se subì profondi rifacimenti a seguito del terremoto dell'Aquila del 1461 ed il terremoto dell'Aquila del 1703.
L'intervento più importante si ebbe però nel 1495 con la realizzazione nell'abside di un ciclo di affreschi da parte di Saturnino Gatti, che comprende una rappresentazione del paradiso nella volta e scene della passione sulle pareti laterali. La scena della crocifissione è stata rovinata nel 1922 con l'apertura di una finestra sull'abside. Importanti restauri sugli affreschi dell'abside si ebbero poi negli anni '50 per riparare i danni provocati dall'incendio scoppiato nella notte tra il 5 ed il 6 ottobre 1958.

## Architettura

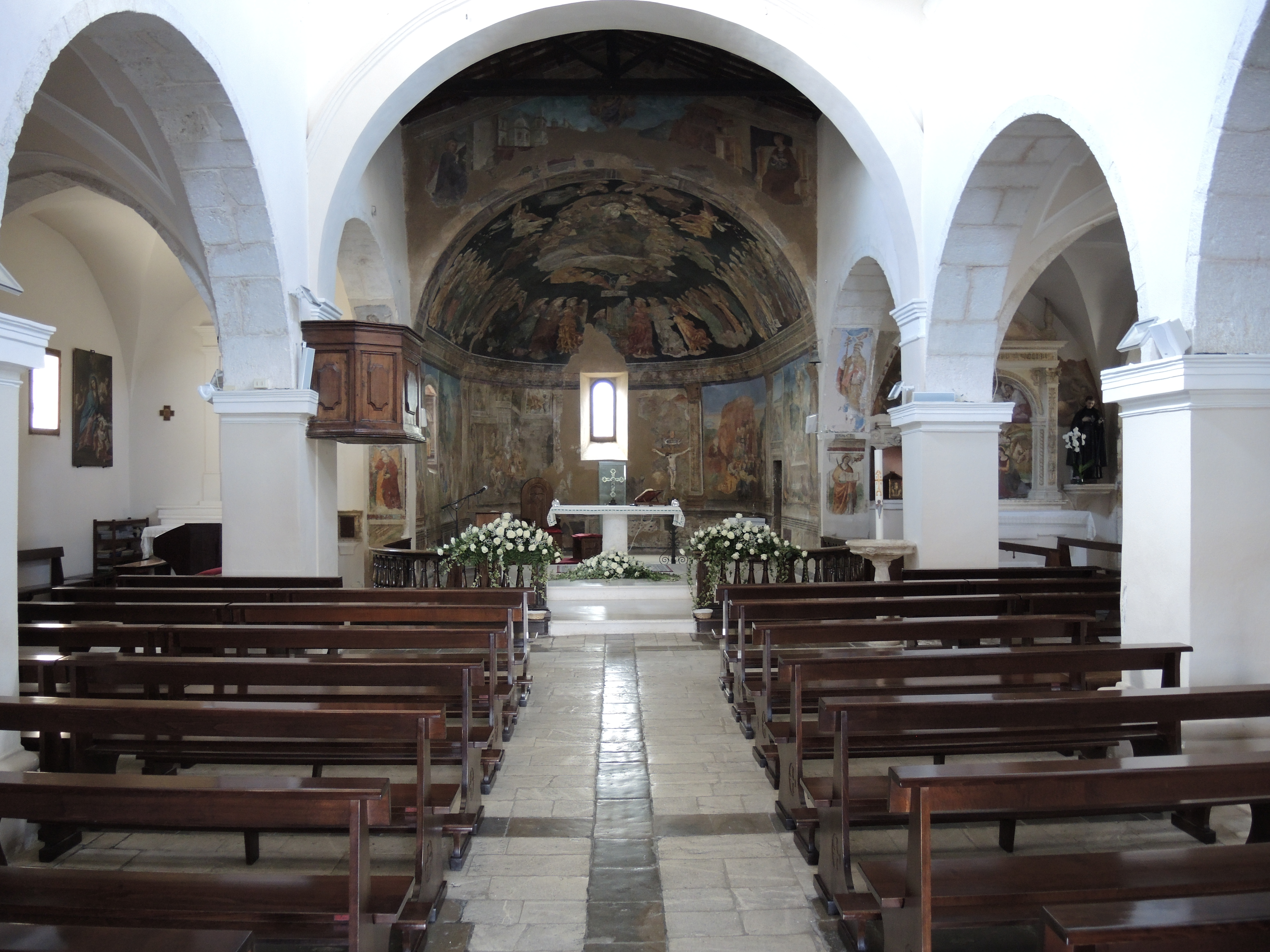
Interno

### Esterno
Dal sagrato della chiesa si può ammirare la facciata, con la parte bassa che conserva ancora strutture medioevali costituita da un porticato in legno con copertura a capanna sorretto da pilastri in muratura, realizzato presumibilmente per proteggere gli affreschi esterni del XIV secolo. Al periodo iniziale della chiesa risalgono anche il portale centrale e quello di destra.
La parte superiore della facciata ed il campanile, invece, sono strutture settecentesche, con il rosone abbellito da una figura del santo protettore.

### Interno

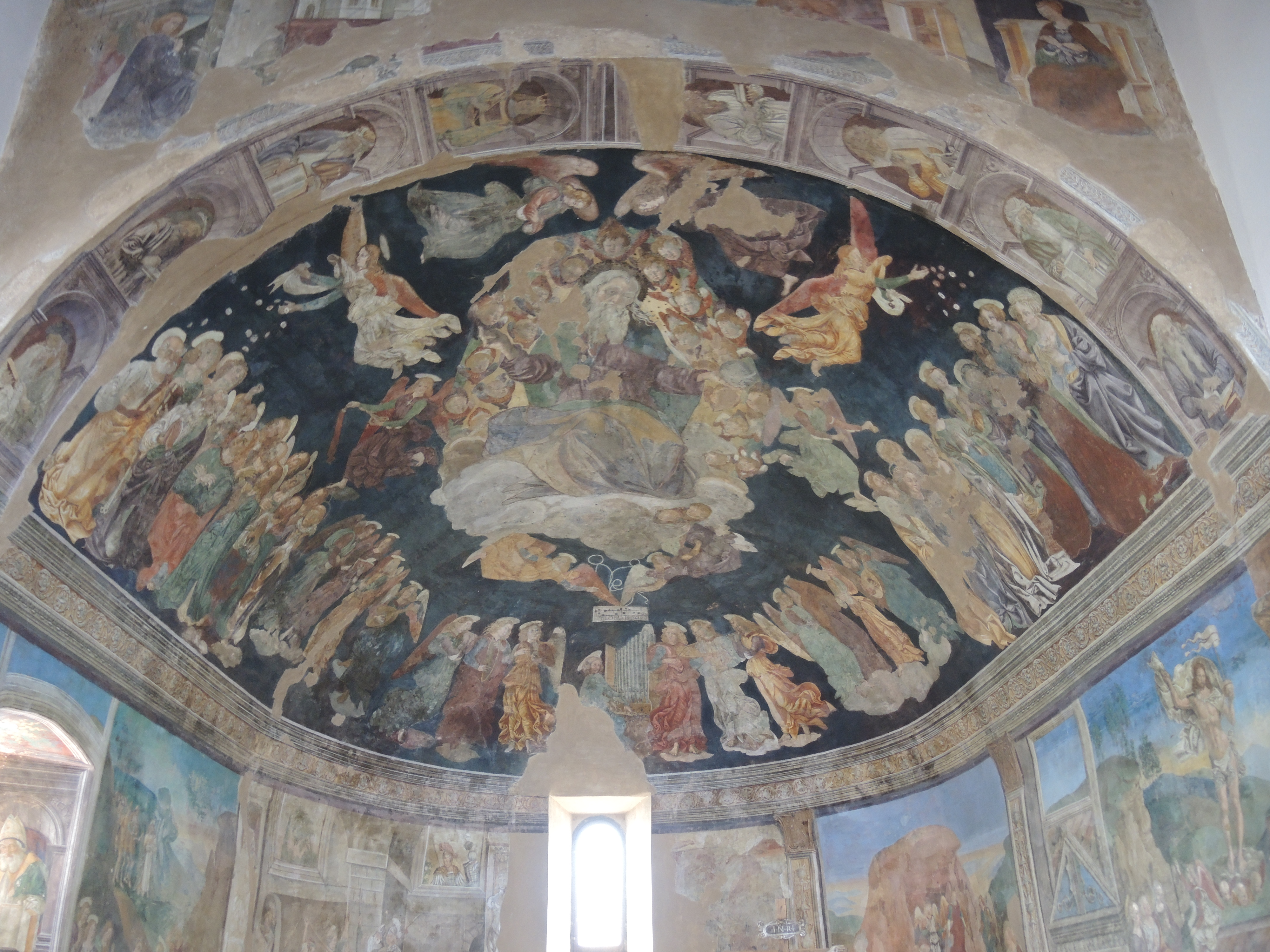
Volta dell'abside

Lo spazio interno della chiesa è organizzato su quattro navate, delle quali due a destra della centrale ed una a sinistra.
Nella navata laterale sinistra si trova la cappella del Crocifisso ed i due altari dedicati rispettivamente a San Francesco ed a San Panfilo. Nella navata di destra si trova l'altare della Natività, mentre nella navata attigua si trova la cappella della Visitazione ed altri due altari dedicati al Santo Rosario ed a San Giuseppe.
L'altare maggiore posto in fondo alla navata centrale è dedicato alla Madonna Addolorata. L’abside in fondo alla navata centrale è decorata dagli affreschi del 1495 di Saturnino Gatti. L'arco sovrastante l'altare maggiore è decorato con le figure dei profeti che predissero la venuta del Redentore, mentre lateralmente è rappresentato l'arcangelo Gabriele mentre annuncia a Maria la nascita di Gesù. Il Paradiso è rappresentato in mezzo alla volta dell'abside, con il Padre Eterno al centro circondato da angeli e beati. Sulle pareti dell'abside sono stati dipinti cinque riquadri con la cattura di Gesù e il bacio di Giuda, la flagellazione, la Crocifissione (al centro dell’abside), la deposizione della croce e la Resurrezione.